# Côté vacances
Côté vacances est une émission de divertissement de France 3, diffusée pendant les vacances estivales de 2002, durant l'après-midi et animée par Alexandre Devoise.
Cette émission estivale succède à C'est toujours l'été qui était présentée par Marie-Ange Nardi.

## Principe de l'émission
Alexandre Devoise accompagné de Marie Montuir, Faustine Bollaert et Delphine Mongens font découvrir aux téléspectateurs divers thèmes comme la mode, le sport, la technologies, etc. L'émission est enregistré à chaque fois depuis un lieu différent ; mais contrairement à ses prédécesseurs, qui faisaient la tournée des plages, elle est retransmise depuis une maison typique de la localité visitée.
Marie Montuir s'intéresse aux traditions et aux incontournables de la région d'où est diffusée l'émission.
Faustine Bollaert propose des reportages sur des endroits glamours et branchés.
Delphine Mongens est la « testeuse » de l'équipe. 